# Holzholzer Kopf
Der Holzholzer Kopf, teils auch Hochholzer Kopf genannt, ist ein 542,9 m ü. NHN hoher Ausläufer des Donnerhains (560,7 m) im Rothaargebirge. Er liegt bei Würgendorf im nordrhein-westfälischen Kreis Siegen-Wittgenstein.

## Geographie

### Lage
Der im Südteil des Rothaargebirges im Gemeindegebiet von Burbach nördlich des Ortsteils Würgendorf mit dortigem Industriepark Burbach, östlich des Ortsteils Gilsbach und südlich des Kernorts von Wilnsdorf gelegene Holzholzer Kopf gehört zum Massiv der Kalteiche. Nach Osten leitet seine Waldlandschaft zum Donnerhain über. Auf der gemeinsamen Südflanke beider Erhebungen entspringt der Bachseifen, der bei Würgendorf in die Heller mündet, und auf deren gemeinsamen Nordflanke der Gretenbach, der dem Wiebelhäuser Bach zufließt. Westlich der Erhebung entspringt der Rosenbach als Gilsbach-Zufluss.
Nördlich der Erhebung liegt das Landschaftsschutzgebiet Landeskroner Weiher, Wiebelhausen (CDDA-Nr. 322403), das 1991 ausgewiesen wurde und 8 km² groß ist.

### Naturräumliche Zuordnung
Der Holzholzer Kopf gehört in der naturräumlichen Haupteinheitengruppe Süderbergland (Nr. 33) in der Haupteinheit Rothaargebirge (mit Hochsauerland) (333) und in der Untereinheit Dill-Lahn-Eder-Quellgebiet (333.0) zum Naturraum Kalteiche (mit Haincher Höhe) (333.00).

## Verkehr
Nördlich vorbei am Holzholzer Kopf führt die Bundesautobahn 45, westlich durch Gilsbach die Landesstraße 723 (Burbach–Gilsbach–Wilnsdorf) und südlich durch Würgendorf und dessen Ortslage Wasserscheide die L 531 (Burbach–Würgendorf–Wasserscheide).